# Талякоцо
Таляко̀цо (на италиански: Tagliacozzo) е градче и община в Южна Италия, провинция Акуила, регион Абруцо. Разположено е на 740 m надморска височина. Населението на общината е 7003 души (към 2012 г.).